# Zdeněk Miler
Zdeněk Miler (n. 21 februarie 1921, Kladno – d. 30 noiembrie 2011, Nová Ves pod Pleší) a fost un animator și ilustrator ceh cunoscut pentru cărțile cu aventuri ale personajului Cârtița (Krtek sau Krteček în original).

## Biografie
Miler s-a născut în Kladno, în apropiere de Praga, capitala Cehoslovaciei. A devenit animator în parte datorită ocupației naziste a Cehoslovaciei de la acea vreme. A luat parte la demonstrațiile ținute în urma morții lui Jan Opletal, care au condus la închiderea liceelor și universităților. El a reușit să nu fie trimis într-un lagăr de concentrare, ajungând să lucreze ca animator.
Copil fiind, obișnuia să picteze, pasiune pe care a dezvoltat-o mai târziu ca elev al Școlii Naționale de Grafică din Praga (1942). A urmat apoi Colegiul de Arte și Meserii (Uměleckoprůmyslová škola Praha). Începând din 1948 a început să lucreze la studioul de animații Baťa din Zlín. Acolo a avut ocazia să învețe practic în ce consta producția de film, specializâdu-se pe filmele de animație. După cel de-al Doilea Război Mondial, a început să lucreze pentru studioul «Bratři v triku», mai întâi pe post de desenator, iar mai târziu ca autor și regizor. A devenit ulterior directorul studioului.
În 2001, Miler a anunțat că se retrage din activitate, din considerente medicale.

## Moartea
După ce s-a pensionat în 2001, Zdeněk Miler a început să se plângă de o slăbiciune avansată și de neputința de a-și mai simți corpul. El a fost internat la un sanatoriu din Praga până la moartea sa. Ulterior, el a fost diagnosticat cu o formă de boală demielinizantă, care a fost suspectat că ar fi sindromul Guillain-Barré sau scleroză multiplă. Acolo el a contractat o bronhopneumonie, care i-a înrăutățit starea de sănătate.
La 30 noiembrie 2011 Zdeněk Miler a murit la sanatoriu în urma unui stop cardiac cauzat de bronhopneumonie, cu doar două luni înainte de a împlini vârsta de 91 de ani. În ultimii 10 ani ai vieții sale, el a trăit într-un sanatoriu de lângă Praga.
Aranjamentele de înmormântare au fost făcute chiar de Miler. Descriind înmormântarea lui, Dicționarul Ceh preciza: „Miler a fost înmormântat într-un mormânt obișnuit, în conformitate cu obiceiul ceh contemporan, la Cimitirul Sf. Marx din afara orașului, pe 29 decembrie”.

## Cârtița Krtek
Miler a realizat în jur de 70 de filme. Protagonistul a aproximativ 50 dintre ele este Krtek, o cârtiți mică, cea mai faimoasa creație a sa. Ideea creării personajului i-a venit atunci când i s-a dat sarcina de a face un film educațional pentru copii în 1956, însă neplăcându-i scenariul cu care fusese însărcinat și, în plus, fiind influențat de filmele lui Walt Disney, a ales un animal ca personaj principal. Mai târziu a declarat că ideea i-a venit în timpul unei plimbări, când s-a împiedicat de un mușuroi de cârtiță. Primul film a fost „Cum și-a luat cârtița pantaloni” („Jak krtek ke kalhotkám přišel”), care i-a adus lui Miler Leul de Argint la Festivalul de Film de la Veneția. La început, cârtița putea vorbi, însă ulterior Miler a dorit ca personajul său să se facă înțeles oriunde în lume așa că a decis să se folosească de fiicele sale ca „actori de voce”, reducând dialogul la exclamații non-figurative care să exprime emoțiile și sentimentele lui Krtek. Fiicele sale au fost de asemenea publicul lui de test, ele fiind primele care vedeau animațiile. Astfel, Miler putea observa dacă mesajele filmelor sale erau potrivite pentru copii și rezonau cu aceștia. 
Krtek a avut un succes imens în Cehoslovacia, Europa de Est și Germania încă de la începuturi, iar acum poate fi vizionat în peste 80 de țări.

## Lucrări

### Krtek
- Jak krtek ke kalhotkám přišel. 1957 (Cum și-a luat cârtița pantaloni)
- Krtek a autíčko. 1963 (Krtek și mașina)
- Krtek a raketa. 1965 (Krtek și racheta)
- Krtek a tranzistor. 1968 (Krtek și radioul)
- Krtek a zelená hvězda. 1969 (Krtek și steaua verde)
- Krtek a žvýkačka. 1969 (Krtek și guma de mestecat)
- Krtek v zoo. 1969 (Krtek la zoo)
- Krtek zahradníkem. 1969 (Krtek grădinarul)
- Krtek a ježek. 1970 (Krtek și ariciul)
- Krtek a lízátko. 1970 (Krtek și acadeaua)
- Krtek a televisor. 1970 (Krtek și televizorul)
- Krtek a paraplíčko. 1971 (Krtek și umbrela)
- Krtek malířem. 1972 (Krtek pictorul)
- Krtek a zápalky. 1974 (Krtek și chibriturile)
- Krtek a muzika. 1974 (Krtek și muzica)
- Krtek a telefon. 1974 (Krtek și telefonul)
- Krtek chemikem. 1974 (Krtek chimistul)
- Krtek hodinářem. 1974 (Krtek ceasornicarul)
- Krtek a koberec. 1974 (Krtek și covorul)
- Krtek a buldozer. 1975 (Krtek și buldozerul)
- Krtek a vejce. 1975 (Krtek și oul)
- Krtek fotografem. 1975 (Krtek fotograful)
- Krtek v poušti. 1975 (Krtek în deșert)
- Krtek o vánocích. 1975 (Krtek și Crăciunul)
- Krtek a karneval. 1975 (Krtek și carnavalul)
- Krtek ve městě. 1982 (Krtek în oraș)
- Krtek ve snu. 1984 (Krtek în vis)
- Krtek a medicína. 1987 (Krtek și medicamentul)
- Krtek filmová hvězda. 1988 (Krtek starul de cinema)
- Krtek a orel. 1992 (Krtek și vulturul)
- Krtek a hodiny. 1994 (Krtek și ceasul)
- Krtek a kachničky. 1995 (Krtek și rățuștele)
- Krtek a kamarádi. 1995 (Krtek și prietenii)
- Krtek a oslava. 1995 (Krtek și aniversarea)
- Krtek a robot. 1995 (Krtek și robotul)
- Krtek a uhlí. 1995 (Krtek și cărbunele)
- Krtek a víkend. 1995 (Krtek și weekend-ul)
- Krtek a houby. 1997 (Krtek și ciupercile)
- Krtek a maminka. 1997 (Krtek și mămica)
- Krtek a metro. 1997 (Krtek și metroul)
- Krtek a myška. 1997 (Krtek și șoricelul)
- Krtek a sněhulák. 1997 (Krtek și omul de zăpadă)
- Krtek a zajíček. 1997 (Krtek și iepurașul)
- Krtek a pramen. 1999 (Krtek și izvorul)
- Krtek a šťoura. 1999 (Krtek și morocănosul)
- Krtek a flétna. 1999 (Krtek și flautul)
- Krtek a vlaštovka. 2000 (Krtek și rândunica)
- Krtek a rybka. 2000 (Krtek și peștișorul)
- Krtek a žabka. 2002 (Krtek și broscuța)

### Alte filme
- O milionáři, který ukradl slunce. 1948 (Milionarul care a furat soarele)
- Měsíční pohádka. 1958 (Poveste despre lună)
- Jak štěňátko dostalo chuť na med. 1960 (Despre cățelușul care voia miere)
- O štěňátku. 1960 (Despre cățeluș)
- Jak štěňátko chtělo malé pejsky. 1960 (Despre cățelușul care voia cățeluși)
- Jak sluníčko vrátilo štěňátku vodu. 1960 (Cum soarele i-a înapoiat apa cățelușului)
- O nejbohatším vrabci ve světě. 1961 (Despre cei mai bogați)
- Rudá stopa. 1963 (Urma roșie)
- O Čtverečkovi a Trojúhelníčkovi. 1963 (Despre micul pătrat și micul triunghi)
- Sametka. 1967 (Omida de mătase)
- Romance helgolandská. 1977 (Poveste de dragoste în Helgoland)
- Cvrček a stroj. 1978 (Greierul și mașina)
- Cvrček a pavouk. 1978 (Greierul și păianjenul)
- Cvrček a housličky. 1978 (Greierul și vioara)
- Cvrček a slepice. 1979 (Greierul și puiul)
- Cvrček a pila. 1979 (Greierul și ferăstrăul)
- Cvrček a bombardón. 1979 (Greierul și bombardonul)
- Cvrček a basa. 1979 (Greierul și contrabasul)